# Los Altos (Zentralamerika)

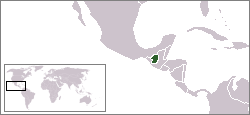
Lage von Los Altos in Mittelamerika

Los Altos ist eine Region in Guatemala, die von 1838 bis 1840 als Republica del Sexto Estado de los Altos unabhängig bzw. ein Teil der Zentralamerikanischen Konföderation war (nochmals 1848 kurzzeitig unabhängig). Ihre Hauptstadt war Quetzaltenango. Los Altos machte den Westteil des heutigen Guatemala sowie einen Teil des heute zu Mexiko gehörenden Chiapas aus.
Am 13. Januar 1838 eroberte José Rafael Carrera Turcios Guatemala-Stadt und übernahm die Macht im Land. Die Brutalität, mit der die Truppen Carreras bei der Einnahme der Stadt vorgingen, sowie die Politik Carreras, der extrem konservativ eingestellt war, führten schließlich zur Abspaltung der westlichen Provinzen Guatemalas, die am 2. Februar 1838 ihre Unabhängigkeit erklärten. Die Abspaltungsbewegung wurde von liberalen Guatemalteken geführt. Schon zwei Jahre später, im Januar 1840, gelang Carrera allerdings die Rückeroberung Los Altos'.